# پاراشوت (کلرادو)
پاراشوت (به انگلیسی: Parachute) شهری در ایالت کلرادو کشور ایالات متحده آمریکا است که جمعیت آن در سرشماری سال ۲۰۱۰ میلادی، ۱٬۰۸۵ نفر بوده‌است.